# Viridimicus cyanochlorus
Viridimicus cyanochlorus är en skalbaggsart som beskrevs av Jameson 1990. Viridimicus cyanochlorus ingår i släktet Viridimicus och familjen Rutelidae. Inga underarter finns listade i Catalogue of Life.